# Paul Heider
Mons. Paul Heider OT (21. června 1868 Adamov – 25. ledna 1936 Opava) byl moravský katolický duchovní a řeholník, který byl v letech 1933–1936 generálním opatem a velmistrem Řádu německých rytířů.